# دوجي لامبكين
دوجي لامبكين (بالإنجليزية: Dougie Lampkin)‏ هو متسابق دراجات نارية بريطاني محترف. وُلد في سيلسدين في غرب يوركشير، المملكة المتحدة من مواليد 23 مارس 1976. تمت مكافأته في عام 2001 بجائزة رتبة الإمبراطورية البريطانية للخدمات التي قدمها لرياضته.